# Guerra Shifta
La Guerra Shifta (1963–1967) fou un conflicte de baixa intensitat al nord-est de Kenya, on la majoria dels habitants somalis (95% dels que un 83% havia votat el 1962 la integració de la província de la Frontera del Nord a Somàlia, quan Kenya encara estava sota sobirania britànica) es van revoltar. Els somalis eren la immensa majoria dels habitants de la zona) i volien ser part de la Gran Somàlia. El govern de Kenya anomenava als rebels shifta una paraula somali que vol dir ‘bandit’, en un esforç de propaganda (reeixit). Els serveis de contra insurgència de Kenya van col·locar a les poblacions en viles protegides i van matar els ramats dels pastors.
Sota els britànics la Província de la Frontera del Nord, capital Isiola, havia estat un territori no organitzat del protectorat i colònia de l'Àfrica Oriental Britànica i des del 1922 de la Colònia i Protectorat de Kenya. Progressivament el territori fou organitzat principalment després de la cessió (1924, de fet 1925) del districte de Jubalàndia a Itàlia. Del 1926 al 1934, la Província de la Frontera del Nord, formada per la moderna província del Nord-est i els districtes de Marsabit, Moyale i Isiola, fou un territori tancat del que només es podia entrar i sortir amb uns "passes" que facilitava el govern britànic, però els pastors somalis dirigien els seus ramats al nord i oest i no es veien afectats; els no somalis (boran i sakuye), molt pocs en nombre, eren prospers.
El 26 de juny de 1960, al concedir la independència a la Somàlia Britànica, el govern de Sa Majestat assenyalà que tenia el propòsit d'unir totes les regions somalis en un sol estat. L'octubre del 1962 es va organitzar un referèndum no oficial a la província de la Frontera del Nord que va donar un 83% de vots a favor de la unió . El 1962 les províncies de Kenya van adoptar el nom de regions, que van portar durant tot el conflicte. La Província de la Frontera del Nord va esdevenir la Regió del Nord. El govern de la regió fou concedit als nacionalistes kenyans tot i el seu poblament gairebé exclusivament somali. El partits kenyans van pressionar al govern britànic per no implementar la voluntat somali.
Abans de la independència kenyana (desembre del 1963), l'agost del 1963 la regió va esdevenir la North-Eastern Region (Regió del Nord-est o Regió Nord-oriental, i al cap de pocs anys província del Nord-est o Província Nord-oriental) formada amb parts de la regió de la Costa (Coast Region) i de la regió del Nord. Una part d'aquesta darrera fou incorporada a altres regions, i a la resta se li van incorporar territoris que no eren ètnicament somalis. Somàlia va comprendre llavors que l'autodeterminació del territori per mitjans legals, pacífics i democràtics no seria possible.
El Partit Progressista Popular de la Província del Nord (PPPPN), el Partit Democràtic de la Província del Nord (PDPN), i la Unió Nacional Popular de la Província del Nord (UNPPN), fundats el 1960, que representaven a la majoria de la població somali, exigien la unió a Somàlia però es va trobar amb la repressió de les autoritats kenyanes: presons preventives dels líders (que van durar fins als anys setanta), tancament de la província, massacres als pobles somalis i establiment de les viles protegides que no eren més que camps de concentració. Kenya mai va reconèixer el caràcter ètnic nacional de la rebel·lió. Es va crear llavors, amb suport somali, el Moviment d'Alliberament del Districte de la Frontera del Nord (MADFN) que va iniciar la lluita a finals del 1963. El 1964 Kenya i Etiòpia van signar un tractat de mútua defensa, ja que ambdós feien front al problema somali. El tractat va tenir poc efecte, ja que cap dels països va poder evitar la transferència de material per les fronteres.
Quan la guerra estava al màxim (1965) Kenya va declarar l'estat d'emergència, que permetia a les seves forces detenir persones per 56 dies sense judici, confiscar propietats comunitàries en represàlia per actes violents i restringir els drets de reunió i moviment. Es va crear una zona d'exclusió al llarg de la frontera amb Somàlia, i es va imposar la pena de mort per possessió d'armes de foc; es van establir corts especials que feien judicis sense garanties. A la regió del Nord-est (declarada districte especial) es podia detenir o deportar a individuals o grups i confiscar les seves possessions o terres sense control judicial. Les autoritats de Kenya van obligar a la radio (Veu de Kenya) a referir-se al conflicte con un "conflicte fronterer", i un comitè especial del govern decidir la política a seguir en endavant: sempre es parlaria d'actes de bandits (shifta en somali). L'exèrcit somali (només 5000 homes) mai va poder intervenir per manca de capacitat operativa. No fou fins al 1969 que amb ajut soviètic (després del 1963) van arribar a ser 23.000 soldats amb 800 oficials entrenats pels soviètics. Els kenyans van utilitzar les tàctiques que els britànics havien emprat contra la revolta dels Mau-Mau (que ara governaven Kenya dins la Unió Nacional Africana de Kenya); el 1967 Kenya preparava una guerra a gran escala amb Somàlia. L'establiment de 14 manyattas o viles vigilades per soldats, va suposar el final de la vida pastoral. El soldans tradicionals dels clans foren també deposats i substituïts per oficials del govern de baix rang.
La lluita va durar del desembre del 1963 a l'octubre del 1967. El 1967 el president de Zàmbia Kenneth Kaunda va fer de mediador entre les parts i va arribar a un acord (octubre de 1967) amb la signatura pels presidents Jomo Kenyatta i Abdirashid Ali Shermarke d'un memoràndum que va establir un alto el foc. A partir d'aquest moment la guerra va deixar de ser una lluita nacional, per esdevenir una sèrie d'actes de bandidatge amb algun episodi secessionista, que es van perllongar la resta del segle. La intervenció kenyana al districte va acabar amb la manera de viure pastoral i va portar a un estil de vida sedentari i urbà. Somàlia va mantenir el seu clam sobre la Gran Somàlia. Els pobles no somalis en van sortir perjudicats al no poder viure de la pastura com els somalis; el 40% dels boran i sakuye van passar a àrees urbanes i van haver de treballar en oficis diversos o viure dels ajuts internacionals, i van esdevenir traficants de khat o d'alcohol, es van introduir a la prostitució i coses similars. El territori fou considerat a nivell estatal com terra de bandits i de vicis.
Un incident especialment violent es va produir el 1984: l'anomenada massacra de Wagalla, quan el comissionat provincial va ordenar portar a 5000 homes del clan somali degòdia a l'aeròdrom de Wagalla, prop de Wajir, i va ordenar disparar contra ells, intentant després amagar els cossos. El govern va admetre l'any 2000 haver matat a 380 persones però fonts independents les estimaven en 2000. La llei marcial va estar vigent a la província fins al 1993.
El 2000 fou nomenat comissionat provincial el somali Mohammoud Saleh que va ordenar tolerància zero amb els abusos policials. Curiosament ell mateix fou objecte d'un abús quan, vestit senzillament caminava pel carrer un capvespre, i fou confós amb un habitant normal i arrestat i aïllat durant tota la nit